# Vi ses vid målet

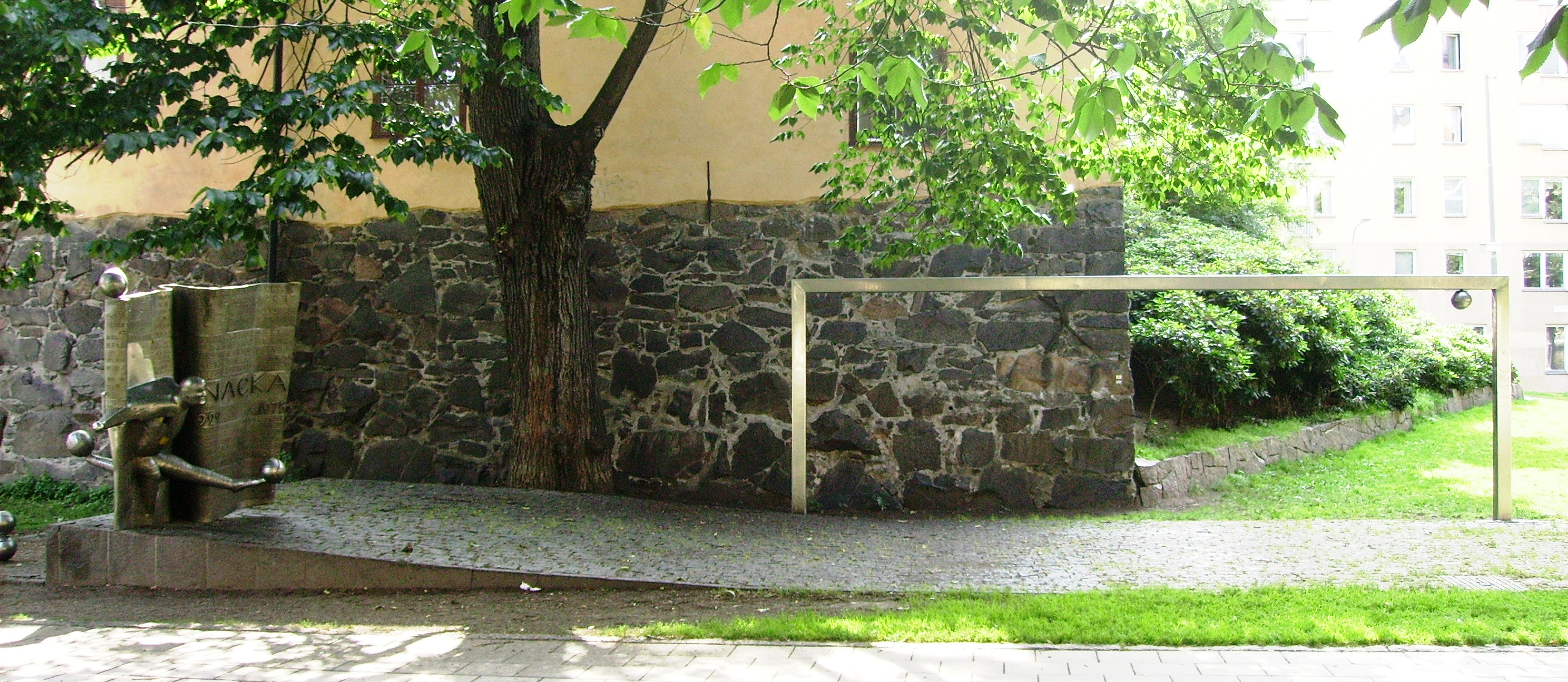
Del av Vi ses vid målet av Olle Adrin

Vi ses vid målet är en skulptur till minne av fotbollslegendaren Lennart "Nacka" Skoglund och är placerad i Nackas Hörna i korsningen Brännerigatan – Katarina Bangata på Södermalm i Stockholms innerstad.
Den utfördes 1984 av Olle Adrin och föreställer Nacka Skoglund som skruvar in en hörna i mål..
Konstverket innefattar 150 delar och är tillverkat av specialgjutet rostfritt stål. Sammansatta av Widholms Plåtindustri AB. I samband med avtäckandet av konstverket gavs det ut en samlartallrik där vissa har en originalsignatur av konstnären.